# مسجد - مقبره
نوع دیگری از مساجد هستند که غالباً در مجموعهٔ آرامگاههای امامزادگان ، بزرگان و مزارها شکل می‌گیرند. از جمله شاخص‌ترین آن‌ها در اصفهان به مسجد رکن الملک اشاره کرد. همچنین در اسلام به هر جای پاک و غیر غصبی مسجد گفته می‌شود.